# Rubus praecox
Rubus praecox (ожина таврійська як Rubus tauricus) — вид рослин родини Розові (Rosaceae), поширений на півдні Європи. Етимологія: лат. praecox — «ранньостиглий».

## Опис
Чагарник 2–3 м заввишки. Річні пагони абсолютно голі, по ребрах з б. м. рідкісними, потужними шипами. Листки б. м. великі, майже шкірясті, зверху голі й лише на жилці волосисті, знизу повстяні, зеленувато-попелясті, густо запушені на жилах. Суцвіття подовжене, потужне, багатоквіткове, вісь і гілочки б. м. густоволосисті, з потужними, вигнутими шипами. Листя з 5 листочками. Суцвіття безлисте, 7–9 см. Пелюстки 10–15 × 7–12 мм, овальні, білі або блідо-рожеві.

## Поширення
Європа: Німеччина, Австрія, Бельгія, Люксембург, Боснія і Герцеговина, Болгарія, Чехія, Словенія, Словаччина, Чорногорія, Хорватія, Франція, Греція, Швейцарія, Нідерланди, Іспанія, Угорщина, Португалія, Македонія, Польща, Румунія, Сербія, Косово, Україна [Крим].
В Україні зростає на лісових галявинах, відкритих схилах, берегах струмків — у гірському Криму й на Керченському півострові досить звичайний вид. Входить до переліку видів, які перебувають під загрозою зникнення на території м. Севастополя.